# 粗壮金线鲃
粗壮金线鲃（学名：Sinocyclocheilus robustus，粗壯金線魮）为輻鰭魚綱鯉形目鲤科金线鲃属的其中一種鱼类。在中国，分布於亞洲中國贵州等。體長可達17公分，棲息在地下河。

## 扩展阅读
維基物種上的相關：粗壮金线鲃